# Haya (peuple)
Pour les articles homonymes, voir Haya.

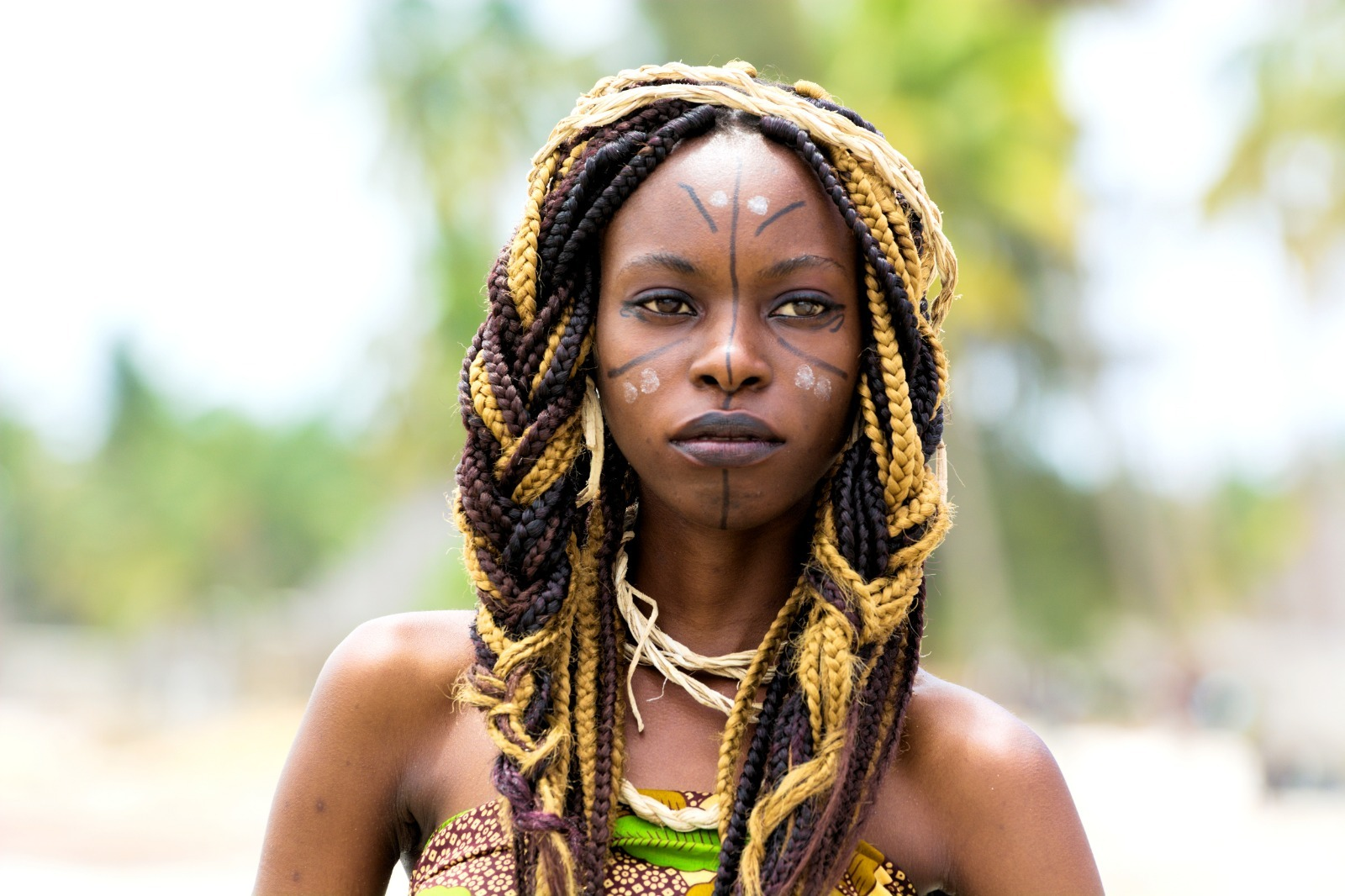
Jeune femme haya de Tanzanie

Les Haya sont une population bantoue d'Afrique de l'Est vivant principalement en Tanzanie, également en Ouganda.

## Ethnonymie
Selon les sources et le contexte, on observe de multiples formes, telles que : Aiba, Babumbiro, Bahamba, Bahaya, Bahuya, Bahyoza, Banyambo, Basiba, Baziba, Buhaya, Ekihaya, Hayas, Heia, Kiziba, Muhaya, Ruhaya, Wahaya, Wasiba, Wassiba, Ziba.

## Langue
Leur langue est le haya, une langue bantoue dont le nombre de locuteurs était estimé à 1 300 000 en Tanzanie en 2006.